# Station La Roche-sur-Yon
Station La Roche-sur-Yon is een spoorwegstation in de Franse stad La Roche-sur-Yon.